# Leucanopsis zacualpana
Leucanopsis zacualpana är en fjärilsart som beskrevs av William Schaus 1941. Leucanopsis zacualpana ingår i släktet Leucanopsis och familjen björnspinnare. Inga underarter finns listade i Catalogue of Life.